# Byalaru, Nanjangud
Byalaru là một làng thuộc tehsil Nanjangud, huyện Mysore, bang Karnataka, Ấn Độ.